# Регу, Жуан
Жуа́н Пе́дру Се́ну Луи́ш Ре́гу (порт. João Pedro Seno Luís Rêgo; род. 20 июня 2005, Орике) — португальский футболист, полузащитник лиссабонского клуба «Бенфика».

## Клубная карьера
Футбольную карьеру начал в юношеской команде клуба «Орике». С 2018 года тренировался в футбольной академии лиссабонской «Бенфики». В феврале 2021 года подписал свой первый профессиональный контракт с клубом. В мае 2023 года продлил свой контракт с «Бенфикой», после чего начал выступать за резервную команду клуба. 12 мая 2024 года дебютировал в основном составе «Бенфики», выйдя на замену в матче португальской Примейра-лиги против «Ароки».

## Карьера в сборной
Выступал за сборные Португалиидо 17, до 18 и до 19 лет.